# Raphaël Blanchard

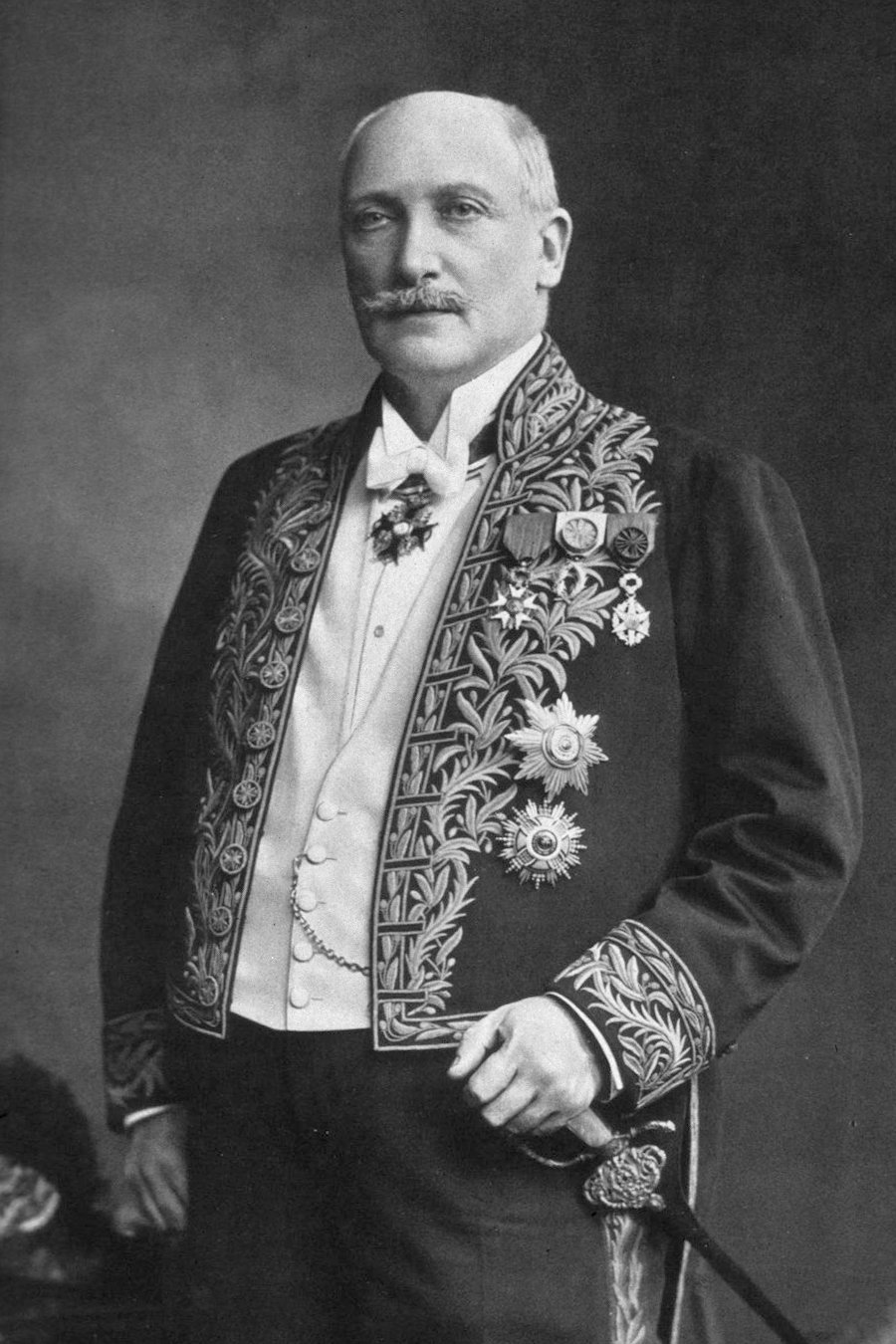
Raphaël Blanchard

Raphaël Anatole Émile Blanchard (* 28. Februar 1857 in  Saint-Christophe-sur-le-Nais, Département Indre-et-Loire; † 7. Februar 1919 in Paris) war ein französischer Arzt (Physiologie, Histologie, Parasitologie), Zoologe und Entomologe. Er nahm eine hervorragende Stellung in der französischen Medizin und Zoologie ein und war vielseitig interessiert.

## Leben
Blanchard studierte ab 1875 Medizin an der Sorbonne und wurde Assistent von Charles-Philippe Robin in der Abteilung zoologische Histologie. 1877/78 studierte er in Wien Embryologie, in Leipzig Anatomie und Zoologie in Bonn. 1878 bis 1883 war er am Labor für Physiologie der Sorbonne Assistent von Paul Bert. Gleichzeitig unterrichtete er 1878 Naturgeschichte an den angesehenen Pariser Gymnasien Lycée Saint-Louis und Lycée Louis-le-Grand. 1880 wurde er bei Paul Bert mit einer Dissertation über die Verwendung von Lachgas zur Anästhesie nach der Methode Bert in Medizin promoviert. 1883 wurde er Dozent für Parasitologie an der Sorbonne und gab die ersten Kurse in medizinischer Parasitologie in Frankreich. 1897 wurde er Professor für Medizinische Zoologie. Dieser Lehrstuhl wurde 1906 seinen Wunsch 1906 in einen Lehrstuhl für Parasitologie umbenannt. Mit Teilen seiner eigenen Sammlung richtete er dort zudem ein Museum für Parasitologie ein.
Mit Alphonse Milne-Edwards organisierte er 1889 internationale Zoologenkongresse und war im Komitee für die Festlegung der zoologischen Nomenklatur aktiv. 1898 wurde er Präsident des Internationalen Komitees für Zoologische Nomenklatur. 1896 besuchte er einen Mikrobiologie-Kurs am Institut Pasteur. Ende der 1890er Jahre beteiligfte er sich außerdem an den Debatten zur Erziehungsreform in Frankreich.
1898 gründete er als Herausgeber die Zeitschrift Archives de Parasitologie. 1902 war er maßgeblich an der Gründung des Institut de Médecine Coloniale beteiligt, das schon 1903 eine Expedition unter Leitung von Emile Brumpt (1877–1951) zur Erforschung der Schlafkrankheit in Afrika organisierte. 1902 gründete er mit anderen die Société française d’Histoire Médicale und war deren erster Präsident. Im Ersten Weltkrieg war er Mitglied der Malaria-Kommission unter Leitung von Alphonse Laveran.
Zu den Themen, mit denen er sich befasste, gehörten Schimmelpilze, parasitäre Protozoen und Würmer, Blutegel, Milben, Tausendfüßer, von Insekten übertragene oder verursachte Krankheiten, Stechmücken (über die er 1905 eine Monographie verfasste) und Medizingeschichte.
Er interessierte sich außerdem für Amerikanistik, war Mitglied der Société des americanistes de Paris und besuchte auf seinen Reisen nach Amerika und Mexiko archäologische Museen. In der Volkskunde veröffentlichte er 1914 eine Abhandlung über den Volkstanz Bacchu-ber in Briançon.

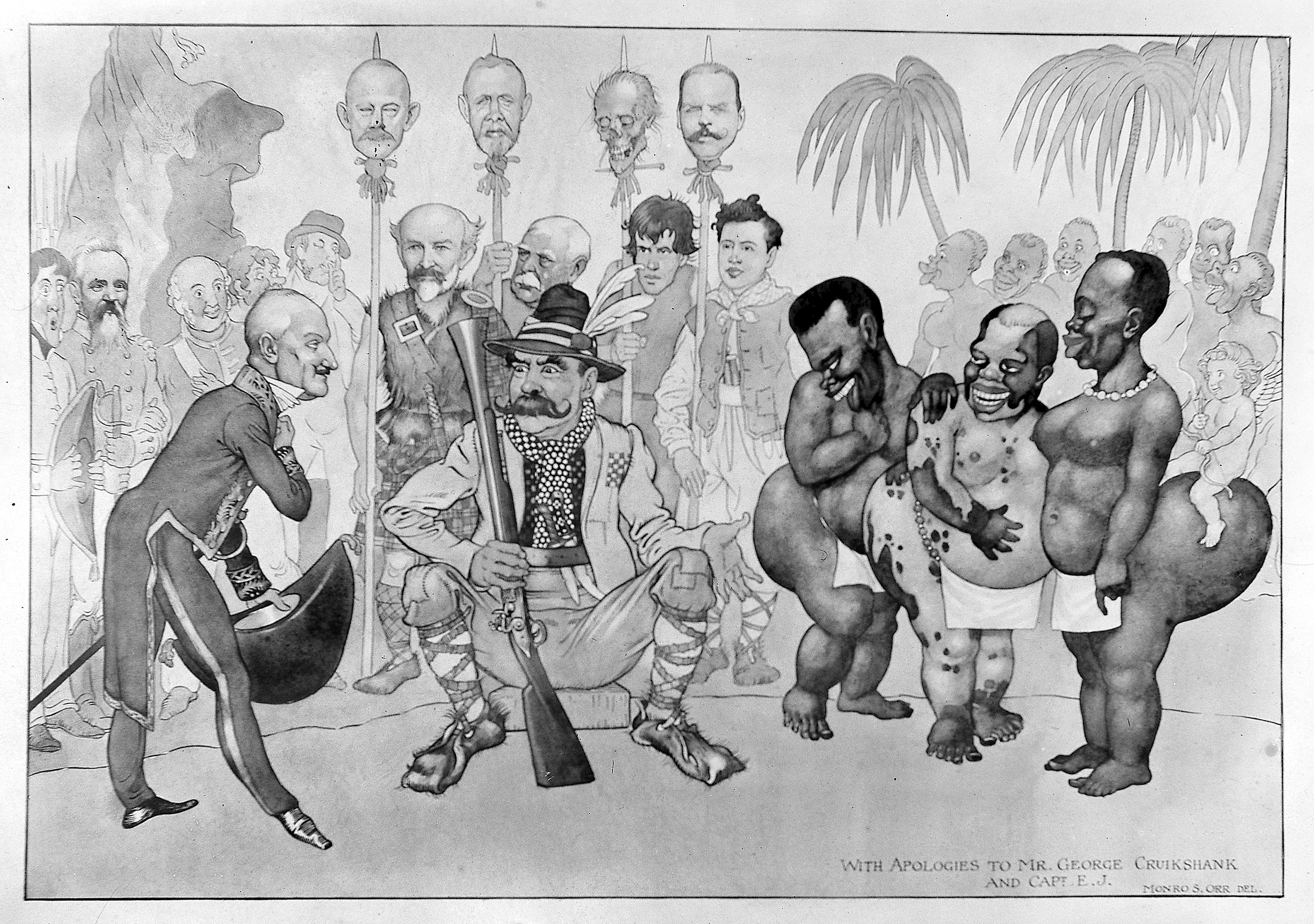
Karikatur von Blanchard (links mit Hut in der Hand sich verbeugend) von Munro Scott Orrafter 1913, Teilnehmer einer französischen Konferenz für Tropenmedizin darstellend

1876 gründete er mit anderen die  Société Zoologique de France, deren Generalsekretär er wurde. 1884 wurde er Mitglied der Société de Biologie. 1912 wurde er Mitglied der Academie des Medecine und war deren Sekretär. 1909 wurde er Mitglied der  Société de pathologie exotique.

## Schriften
- Les moustiques. Histoire naturelle et médicale, Paris: F.R. de Rudeval, 1905
- Traité de zoologie médical, 2 Bände, 1883
- mit  Paul Bert:  Éléments de zoologie, Paris: G. Masson, 1885